# Neujahrsflut von 1855
Die Neujahrsflut von 1855 war eine Sturmflut, die zu einer Flutkatastrophe an der deutschen Nordseeküste führte. Dabei wurden am 1. Januar 1855 am Unterlauf der Elbe sowie ihren Nebenflüssen, wie der Ilmenau, bis dahin nicht beobachtete Wasserstände erreicht. Auf den Ostfriesischen Inseln, im Alten Land, Wilhelmsburg, den Vier- und Marschlanden sowie in der Winsener Elbmarsch gab es Deichbrüche, Überschwemmungen und im Nachgang weitere schwerere Zerstörungen durch Eisgang. Die Nachwirkungen zogen sich bis in den März 1855 hin.

## Wetterentwicklung
Am Neujahrstag des Jahres 1855 stieg durch wechselnden Wind der Meeresspiegel an, obwohl nach dem Gezeiten- und Tidenkalender Ebbe herrschte. Nachdem der Wind sich beruhigt hatte, nahm er bei aufsteigender Flut am Abend wieder zu. Daraus entwickelte sich eine Sturmflut, die bis zum Folgetag anhielt. In den folgenden acht Wochen herrschte Dauerfrost, der das überschwemmte Wasser und Teile der Nordsee einfror. Anfang März 1855 begann es an der Elbe zu tauen, was die gefrorenen Wassermassen freisetzte. Durch einen erneuten Sturm am 19. März traten zudem die Eismassen in Bewegung.

## Geographische Ausbreitung

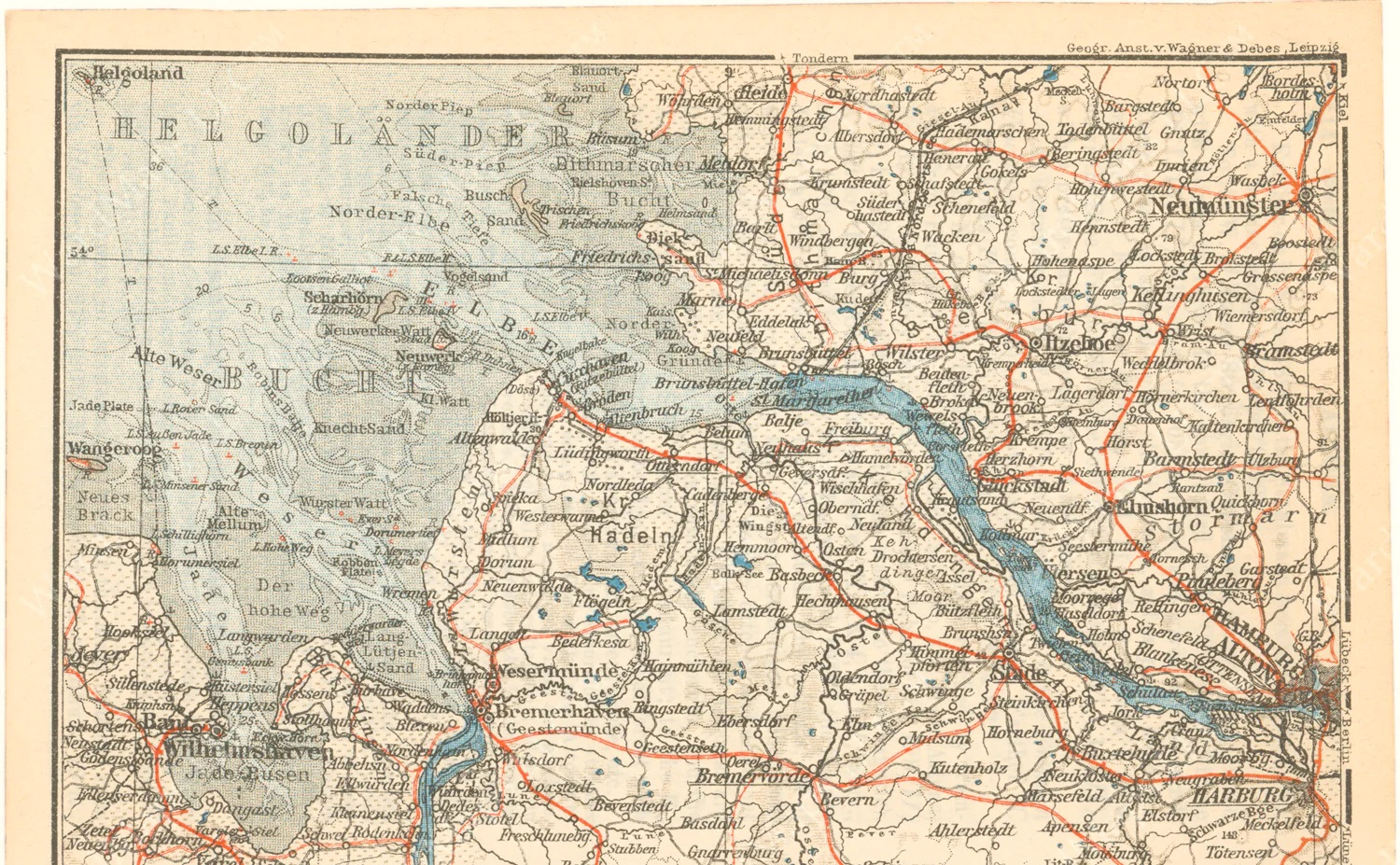
Karte von Wangerooge bis zur Unterelbe (1910)

Von der Sturmflut waren zuerst die Inseln in der Nordsee betroffen. Anschließend wanderten die Wassermassen den Gezeiten abhängigen Teil der Elbe hinauf, bis nach Hamburg und darüber hinaus.
Da das Wasser zu Eismassen gefror und nicht abfließen konnte, richtete die Sturmflut selbst Monate später noch gewaltige Schäden an.

## Auswirkungen an der Nordsee

### Wangerooge

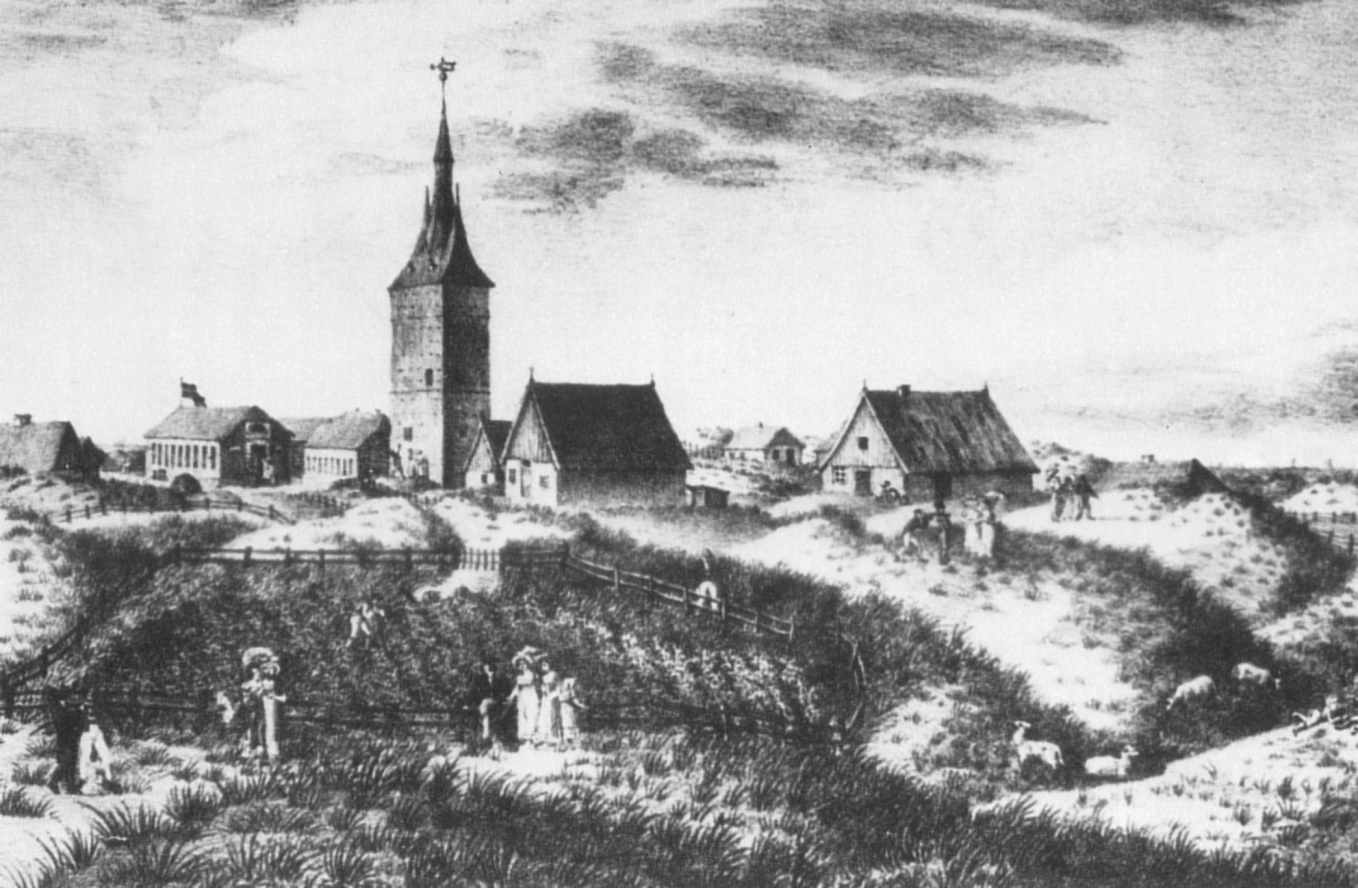
Vom Inseldorf blieb nur der Westturm erhalten

Bei der Flut wurde die Insel Wangerooge weitgehend überflutet. Im Inseldorf blieb nur der 1602 fertiggestellte Westturm stehen. Die Bewohner des nördlichen Inselstrandes flohen am 1. Januar 1855 in den Süden der Insel. Von den 75 Wohnhäusern des Dorfes Wangerooge wurden 21 zerstört. Auf dem Friedhof wurden Gräber freigespült. Meerwasser drückte durch das Grundwasser in Brunnen empor. Der Schutzwall aus Dünen im Bereich des Westturms wurde nivelliert. Der Nordseestrand wurde bis zu 1 m abgetragen. Die Insel wurde dreigeteilt. Die Hauptinsel hatte nur noch 175 ha Fläche (zum Vergleich: Heute sind es rund 500 ha).
Unter den abgetragenen Dünen von Alt-Wangerooge kamen in einer Tiefe ab 3,5 m Mauerreste aus Backstein und Kalk, hölzerne Dachrinnen und Abfallhaufen einer früheren Siedlung zum Vorschein. Im Norden fand man behauene Sandsteine, die vielleicht als Hausfundamente in der mittelalterlichen Ursiedlung Oppidum Wangerooch gedient hatten.
Nach dem Sturm begutachtete eine oldenburgische Regierungskommission die Schäden. Es gab keine Versicherung gegen Sturmflutschäden. Der alte Leuchtturm war besonders gefährdet und sollte im Südosten der Insel neu erbaut werden. Die Badeanstalt, die seit 1804 als  Einnahmequelle diente, war zerstört und würde später aufgelöst werden. Mit einer Soforthilfe von 100 Reichstalern wurde in den Ostdünen ein neuer Friedhof angelegt. Die Gemeinde bestattete dort 27 geborgene Leichen. Eine endgültige Entscheidung über Hilfsmaßnahmen wurden für Ende März in Aussicht gestellt.
Wenige Tage nach der Flut kam es zum Wintereinbruch. Wangerooge war über acht Wochen von Treibeis umgeben, so dass kein Verkehr mit dem Festland möglich war. Besonders betroffen waren 80 Familien, darunter 29 Witwen, Waisen und Alte. Im Frühjahr trafen Hilfssendungen ein.
Im Juni 1855 sah die Regierungskommission keine Hoffnung für einen Wiederaufbau. Sie forderte die Insulaner auf, aufs Festland umzusiedeln. Die Umsiedler erhielten finanzielle Unterstützung. 82 Wangerooger weigerten sich, die Insel zu verlassen. Sie gründeten 1865 am 1856 fertiggestellten Leuchtturm ein neues Dorf.

### Norderney
Auf Norderney gingen große Teile der Dünenzone im Westen und Nordwesten verloren, die die Insel bislang vor den Fluten geschützt hatte. Nur noch eine schmale Dünenreihe trennte damals das Meer vom Inseldorf und der Badeanstalt. Um die Insel vor künftigen Sturmfluten zu schützen, entstand ab 1858 im Westen eine Befestigungsanlage. Dieses Bauwerk war das erste Dünendeckwerk an der deutschen Nordseeküste.

## Auswirkungen in Hamburg
Mehrere Deiche der Elbe brachen unter dem Druck der Fluten, darunter in den Vierlanden, in Hamburg-Bergedorf, im Alten Land und in Hamburg-Moorburg. In Hamburg-Wilhelmsburg brachen die Deiche an neun Stellen, sodass die tief gelegene Elbinsel überflutet wurde. Vier Menschen starben. Die Alsterschleusen wurden überflutet, so dass die Straßen im Stadtzentrum und in der damaligen Vorstadt Hamburg-St. Georg überschwemmt wurden. Nachdem bereits die Februarflut 1825 Hamburg heimgesucht hatte, ließ die Stadt nun die Deiche erneuern und auf Höhen zwischen 5,60 und 5,80 m hochziehen.

## Auswirkungen an der Unterelbe
Der Wasserpegel der Unterelbe stieg bis auf die Oberkante der Deiche an. In Tespe, Rönne, Drennhausen, Krümse und weiteren Orten wurden Häuser beschädigt. Die Binnenmarsch stand unter Wasser. Bis Fahrenholz brachen die Deiche, was Todesopfer kostete.

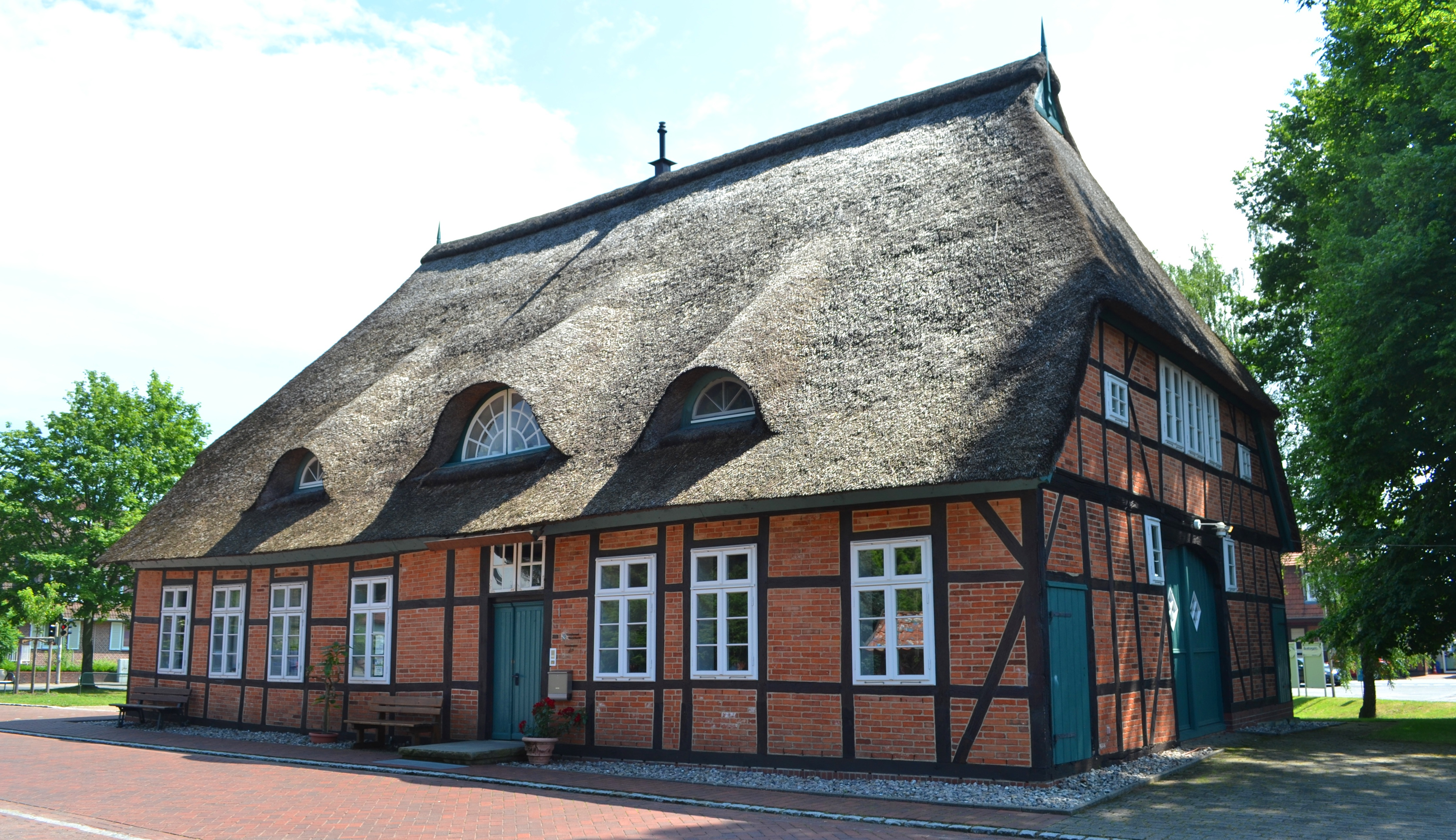
In Marschacht stand das Wasser bis zu den Fenstern des Küsterhauses

Wenige Tage nach der Flut waren die Wassermassen bei sehr hohem Wasserstand gefroren. In der Winsener Marsch konnte man über das Eis nach Winsen fahren, was normalerweise aufgrund der schlechten Wegeverhältnisse nur schwer möglich war. In den Häusern am Elbdeich bis nach Haue mussten die Leute auf den Dachböden wohnen. Beim Küsterhaus in Marschacht oder auf Warften stand das Eis bis auf Fensterhöhe. Als Tauwetter einsetzte, konnte durch feste Eisbildung kein Wasser über die Elbe abfließen. Das derart gestaute Schmelzwasser von der oberen Elbe ließ das Wasser in der Marsch und ihren Häusern weiter ansteigen. Ein Sturm brachte die Eismassen in Bewegung. In Fahrenholz wurden Gebäude zerstört, in Tönnhausen alle Häuser auf dem Deich beschädigt. Bäume wurden vom Eis umgerissen, so zum Beispiel bei Sangenstedt bis zu 100 alte Eichen. Entwurzelte Bäume türmten sich um die Ortschaften und verhinderten Hilfsmaßnahmen.

### Deichbruch
Bei Artlenburg war die Elbe frei geworden, aber Eisberge hatten sich im Fluss festgesetzt. Weil an mehreren Stellen das Wasser über den Deich zu fließen drohte, wurde der Deich mit Mist und Erde erhöht. Das Wasser stieg auf über 6 m, bis der Deich bei Deichkabel 157 brach. Das Wasser strömte über Stunden ins Elbfeld. Der Deich in der Ilmenauer Marsch brach an mehreren Stellen. Von den Orten, die nicht am Deich lagen, konnten nur wenige gerettet werden. In Echem bemerkte man ein starkes Steigen des Wassers. In Garlstorf stand das Wasser in den Gärten. Das hochgelegene Mariental blieb verschont. In Hörstenfeld setzte sich das Eis in Bewegung. Tiere und Gebäude kamen unter anderen in Laßrönne und Haue zu Schaden. In Vorgeestdörfern Handorf, Rottorf und Sangenstedt floss das Wasser durch die Fenster in die Häuser. Das Wasser zerstörte das Fachwerk aus Holz und Lehm. Die Wasserfläche fror zum Eisfeld und riss im Brack alles mit sich fort. Nach den Deichbrüchen mussten die Menschen in allen Häusern am Elbdeich auf den Dachböden wohnen.
Als sich zwischen dem Eis eine Passage von Oldershausen nach Rottorf öffnete, entsandte das Amt aus Lüneburg Hilfsschiffe. An der Landchaussee fuhren dann statt Wagen Schiffe, die neben Wittorf an Land gingen. Die Schiffe brachten Lebensmittel und transportierten Vieh und Möbel auf dem Rückweg hinaus. In den Geestdörfern Rottorf, Handorf und Wittorf wanderten viele Menschen mit ihrem Vieh aus.

### Folgen

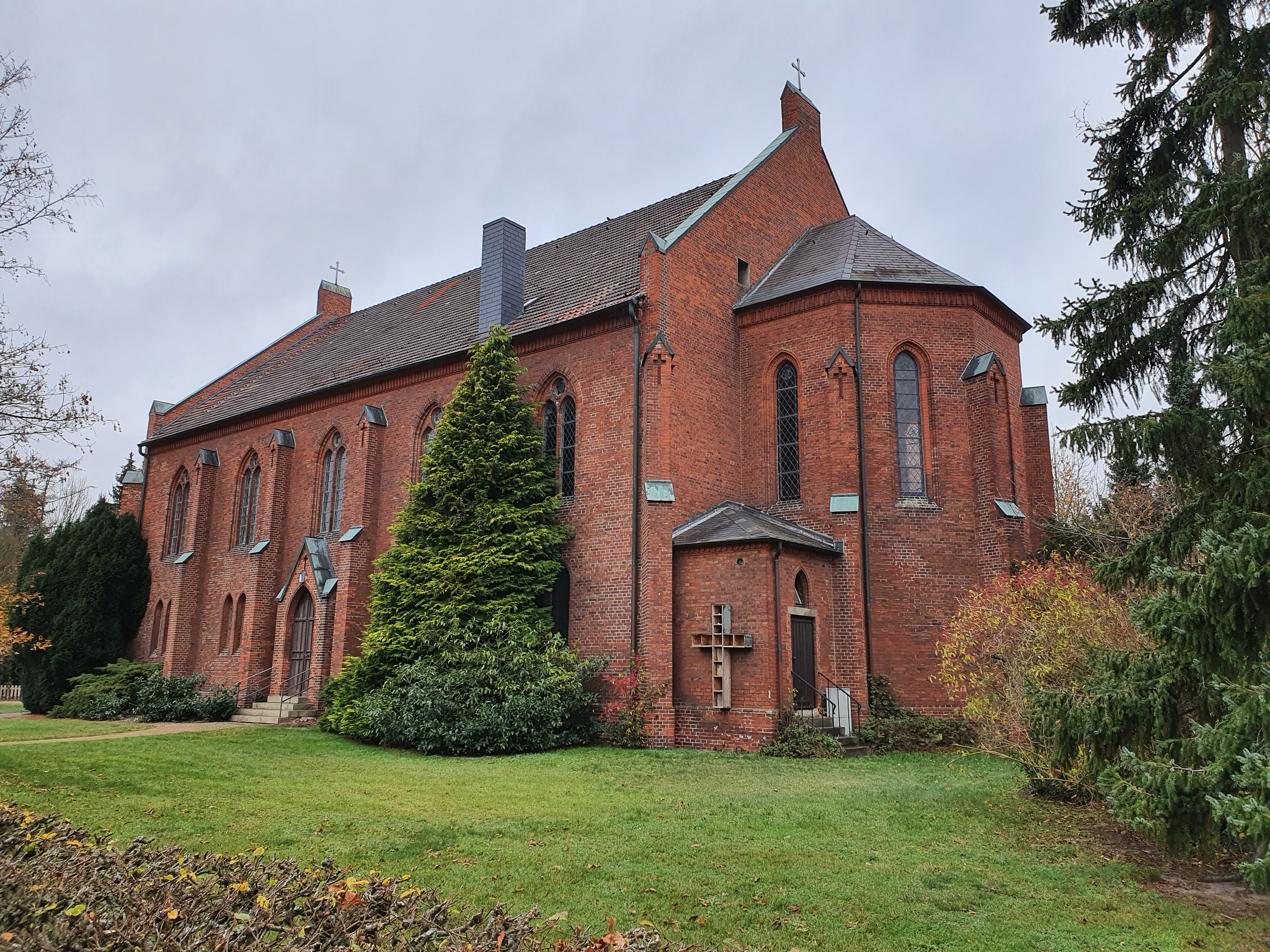
Die Sankt-Marien-Kirche in Handorf diente zur Lagerung von Leichen

In Artlenburg war der Deich über eine Strecke von über 200 m gerissen. Die Wiederherstellungskosten des Hauptdeiches kosteten für ein paar Fuß 30 bis 40 Taler. Zur Wiederherstellung der Deiche stellte Artlenburg täglich 100 Arbeiter. Allein für den Notdeich waren 500 Schachtruten Erde notwendig (ca. 3.000 qm³); ein großes Schiff konnte etwa 2,5 Schachtruten transportieren. Fruchtbarer Boden war von Sand überspült worden, der teilweise über 1 m hoch lag. Ungefähr 1.000 Morgen Land (ca. 2.500.000 m²), das von früheren Deichbrüchen verschont geblieben war, war übersandet worden.
Vom 1851 eingerichteten Friedhof in Artlenburg wurden 40 der 200 Särge vom Wasser weggetragen, konnten jedoch wieder aufgefunden werden. Die Toten wurden teilweise auf dem Kirchhof behalten, sie wurden aber auch nach Schnakenbek und Marienthal überführt. Opfer der Überschwemmung wurden in Schnakenbek beigesetzt. Der Kirchhof wurde mit Treibsand wieder instand gesetzt.
Solange die Leichen nicht bestattet werden konnten, war deren Aufbewahrung problematisch. In Marschacht wurden sie wochenlang im Turm gelagert. In Handorf wurden sie zunächst in der Sankt-Marien-Kirche untergebracht und Ende März in Bardowick bestattet. Mitte April fanden in Handorf wieder Bestattungen statt.
Die Menschen kehrten allmählich in ihre Dörfer zurück, wo sie sich jedoch zunächst die höchstgelegenen Häuser teilen mussten. Durch einen anhaltend hohen Wasserstand, waren die Ernten in diesem Jahr sehr dürftig. Im Spätsommer konnte zumindest Viehfutter geerntet werden. Der Kornpreis stieg stark an. 
Positive Konsequenzen aus dem Hochwasser waren die Gründung des Artlenburger Deichverbands, des Wasserverbands der Ilmenau-Niederung, sowie das Projekt Melioration der Ilmenau-Niederung.